# Christian Hohenadel
Christian Hohenadel (ur. 20 września 1976 roku w Dudweiler) – niemiecki kierowca wyścigowy.

## Kariera
Hohenadel rozpoczął karierę w międzynarodowych wyścigach samochodowych w 1998 roku od gościnnych startów w Niemieckiej Formule Ford 1800, gdzie pięciokrotnie stawał na podium. Z dorobkiem czternastu punktów został sklasyfikowany na 23 pozycji w końcowej klasyfikacji kierowców. W późniejszym okresie Niemiec pojawiał się także w stawce Formuły Palmer Audi, Formuły Palmer Audi Junior, V8Star Germany, Alfa 147 Cup Germany, SEAT Leon Supercopa Germany, ADAC GT Masters, 24h Nürburgring, FIA GT3 European Championship, Belcar Endurance Championship, FIA GT1 World Championship oraz VLN Endurance.